# 皮揚卡貝拉峰
46°26′52.8″N 9°0′1.6″E / 46.448000°N 9.000444°E
皮揚卡貝拉峰（Cima di Piancabella），是瑞士的山峰，位於該國南部，由提契諾州負責管轄，屬於勒蓬廷阿爾卑斯山脈的一部分，海拔高度2,671米，每年平均降雨量1,851毫米。

## 外部連結
- Cima di Piancabella on Hikr （页面存档备份，存于）